# Камп ФСЦГ
Камп Фудбалског савеза Црне Горе, који се обично назива и једноставно Камп ФСЦГ, је објекат за обуку и комплекс стадиона у Подгорици, Црна Гора . Њиме управља Фудбалски савез Црне Горе, чије је седиште (Кућа фудбала) унутар комплекса. Делови кампа су у власништву ФК Будућност, ФК Младост, ФК Рибница и ФК Графичар. 

## Историја
Изграђен 2007. године, центар се састоји од 54000 м2.  Налази се на Ћемовском пољу, равници на периферији Подгорице између насеља Стари Аеродром и Коник. Састоји се од шест терена са трибинама и рефлекторима,  и Куће фудбала - седишта Фудбалског савеза Црне Горе.
Камп тренутно представља важан адут за цијели црногорски фудбалски систем. На његовом терену се налазе све црногорске репрезентације (мушке и женске) и бројне екипе из Подгорице. Терен испуњава критеријуме за утакмице Прве црногорске лиге и УЕФА такмичења за младе играче.

## Објекти

### Кућа фудбала
Кућа фудбала је седиште Фудбалског савеза Црне Горе. Зграда је отворена 21. маја 2016.   
На 3.240 квадратних метара, зграда има модерне садржаје као што су рецепција, музеј, прес сала, седиште ТВ ФСЦГ, административне канцеларије и сале за састанке. 

### Полигони ФСЦГ
Иза Куће фудбала налазе се два фудбалска терена која припадају ФСЦГ. Обе имају трибине капацитета 1000 места, а главни терен има и рефлекторе. Фудбалска репрезентација Црне Горе користи оба стадиона као базу за тренинг пре сваке утакмице.
Пошто испуњава критеријуме за утакмице УЕФА, главни терен је често дом утакмица женске фудбалске репрезентације Црне Горе, фудбалске репрезентације Црне Горе до 19 година и фудбалске репрезентације Црне Горе до 17 година. Осим тога, екипе из Прве и Друге црногорске лиге увек могу користити главни терен за своје утакмице, што је посебно важно у бурним данима, када су њихови стадиони у лошем стању.

### Седиште и терени ФК Будућност
Други оператер у Кампу ФСЦГ је најуспешнији црногорски тим - ФК Будућност, који поседује површину од 18000 м2. Имају управну зграду са канцеларијама, салама за састанке, прес салом и техничким објектима, као и два фудбалска терена. Оба терена имају трибине капацитета 1000 места. На теренима своје домаће утакмице играју сви млади тимови ФК Будућност и ЖФК Будућност.Први пут је сениорска екипа ФК Будућност одиграла званичну утакмицу на тренинг центру у новембру 2016. На утакмици Купа Црне Горе угостили су ФК Ком.

### Стадион Младост
Још један подгорички тим - ОФК Титоград има своје објекте у Кампу ФСЦГ, на површини од 9.000 м2. Раније је дом ФК Младост био Стадион Цвијетни Бријег, али је 2008. на тој локацији изграђена основна школа. Тако се ФК Младост сели у Тренинг центар Стари Аеродром, где поседује административно-техничку зграду и стадион капацитета 1250 места. 2019. на стадиону су постављени рефлектори.